# Sebastian Wolf (Fußballspieler, 1993)
Sebastian Wolf (* 1. März 1993 in München) ist ein ehemaliger deutscher Fußballspieler auf der Position des Torwarts.

## Karriere
Nach den Jugendstationen SC Olching, FC Bayern München und TSV 1860 München kam Wolf 2011 zur SpVgg Unterhaching. Hier kam er zwar hauptsächlich für die in der Bayernliga antretenden zweiten Mannschaft der Hachinger zum Einsatz, war aber hinter Stammtorhüter Stefan Riederer und Ersatzmann Korbinian Müller dritter Torhüter des Vereins. Als Riederer verletzt ausfiel und man Müller schonen wollte, kam Wolf am 18. Mai 2013, dem letzten Spieltag der Saison 2012/13, zu seinem Profidebüt im Auswärtsspiel beim Chemnitzer FC. Dieses verlief jedoch alles andere als erfreulich, nachdem Wolf bei der 0:5-Niederlage nicht immer gut ausgesehen hatte.
Nach einem Jahr Pause holte ihn die SpVgg zur Saison 2015/16 zurück ins Team, wo er erneut die Position des dritten Torwartes einnahm.
Nach der Saison 2016/17 beendete er seine Spielerkarriere und arbeitet seitdem als Torwarttrainer bei der SpVgg Unterhaching.